# Magnus Powell
Magnus Powell, född 28 oktober 1974 i Örnsköldsvik, är en svensk före detta fotbollsspelare (forward) och senare tränare. Han är sedan oktober 2024 huvudtränare i färöiska KÍ Klaksvík.
Tidigare var Powell assisterande tränare i norska Lillestrøm SK. Den klubb som han även spelade för mellan 2000 och 2005. Innan Powell gick in som assisterande tränare för LSK:s A-lag var han assisterande tränare för juniorelitlaget, samt spelarutvecklare för A-laget.
År 1999 blev Powell svensk mästare i Helsingborgs IF. Han har även spelat professionellt för Örebro SK, Lillestrøm SK samt FC Lyn Oslo.
I tonåren var Powell ishockeymålvakt och tog guld med Ångermanlands berömda lag i TV-Pucken 1988 med spelare som Peter Forsberg och Markus Näslund. 
Hans far, engelsmannen Ronnie Powell, blev 1974 den förste utlänningen någonsin i fotbollsallsvenskan när han spelade i Brynäs IF.
Den 4 januari 2022 blev Powell anställd som huvudtränare i Östersunds FK. 
 Den 12 september 2024 lämnade han klubben. I oktober 2024 blev Powell anställd som huvudtränare i färöiska KÍ Klaksvík.